# Juan del Pozo Horta
Juan del Pozo Horta (Valladolid, 1577-Segovia, 16 de agosto de 1660) fue un religioso dominico español, prior de los conventos de su orden en Segovia, Toro, Plasencia y Atocha, calificador del Santo Oficio, predicador de Felipe IV, obispo de Lugo, de León y de Segovia.
| Predecesor: Juan de la Serena Sánchez Alonso de Guevara | Obispo de Lugo 1646 – 1649      | Sucesor: Francisco de Torres Sánchez de Roa |
| Predecesor: Bartolomé Santos de Risoba                  | Obispo de León 1649 – 1656      | Sucesor: Juan López de Vega                 |
| Predecesor: Francisco de Araujo y Chaves                | Obispo de Segovia 1656 – 1660 † | Sucesor: Francisco de Zárate y Terán        |